# Zweigelt
Zweigelt ist eine Rotweinsorte. Sie heißt auch Blauer Zweigelt, Rotburger oder Zweigeltrebe. Die Sorte, eine Klosterneuburger Neuzüchtung aus den Rotweinsorten St. Laurent und Blaufränkisch, ist mittlerweile die am meisten verbreitete Rotweinsorte in Österreich.

## Herkunft, Name
Der Zweigelt ist eine österreichische Neuzüchtung aus dem Jahr 1922 von Friedrich Zweigelt (1888–1964), dem späteren Direktor der Höheren Bundeslehr- und Bundesversuchsstation für Wein-, Obst- und Gartenbau (1938–1945), aus St. Laurent und Blaufränkisch.
Bereits in den 1950er-Jahren erkannte Lenz Moser die Eignung der Sorte „St. Laurent x Blaufränkisch“ für die Erziehungsform der Hochkultur und bemühte sich fortan um eine Benennung nach ihrem Züchter, Friedrich Zweigelt, da er die Bezeichnung „St. Laurent x Blaufränkisch“ als zu lang erachtete. Bereits 1958 hatte der „Prozess der Namensgebung ein Stadium erreicht, in dem er nicht mehr aufzuhalten war.“
Die offizielle Bezeichnung „Zweigeltrebe Blau“ tauchte erstmals 1972 in dem damals neuen Rebsortenverzeichnis für Qualitätsweine auf. 1978 wurde der Sortenname abgeändert in „Blauer Zweigelt“ und das Synonym „Rotburger“ geschaffen. Damit sollte die gemeinsame Herkunft der Neuzüchtungen Blauburger, Goldburger und Rotburger/Blauer Zweigelt herausgestellt werden. Die weit verbreitete Behauptung, Friedrich Zweigelt selbst hätte seine Neuzüchtung „Rotburger“ genannt, lässt sich nicht belegen.
Das weiterhin gültige Synonym „Rotburger“ wird nach wie vor von österreichischen Winzern als Bezeichnung am Etikett verwendet, wohingegen das Gros der Erzeuger auf den Etiketten den Namen Zweigelt vermerkt. Die Problematik der Namensgebung nach einem überzeugten Nationalsozialisten wurde wiederholt öffentlich thematisiert.

## Abstammung
Zweigelt ist eine Kreuzung aus den Sorten St. Laurent x Blaufränkisch.

## Ampelographische Merkmale

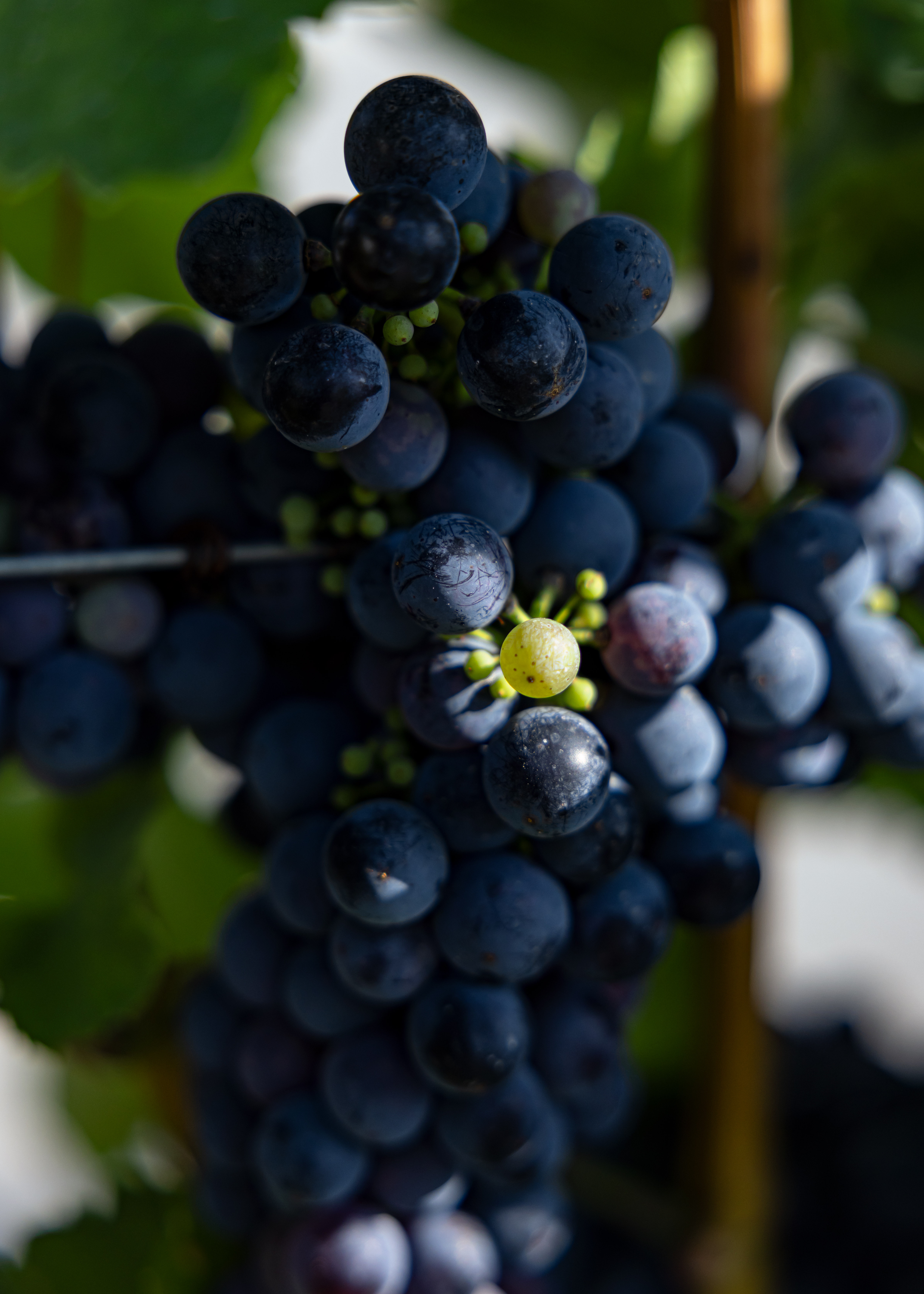
Zweigelt

- Triebspitze ist glatt und bronziert.
- Blätter sind mittelgroß, derb, kreisförmig bis fünfeckig, drei- bis fünflappig, wenig gelappt.
- Die Traube ist mittelgroß bis groß, dichtbeerig, zylindrisch, mit Beitraube; Beeren rundlich, blauschwarz gefärbt.
- Der Triebwuchs ist kräftig und aufrecht.

Reife: mittel

## Ertrag
Auf tiefgründigen, nährstoffreichen Böden bringt er sehr hohe und regelmäßige Erträge. Für hohe Qualitäten muss eine Ertragsregulierung durchgeführt werden.

## Vor- und Nachteile

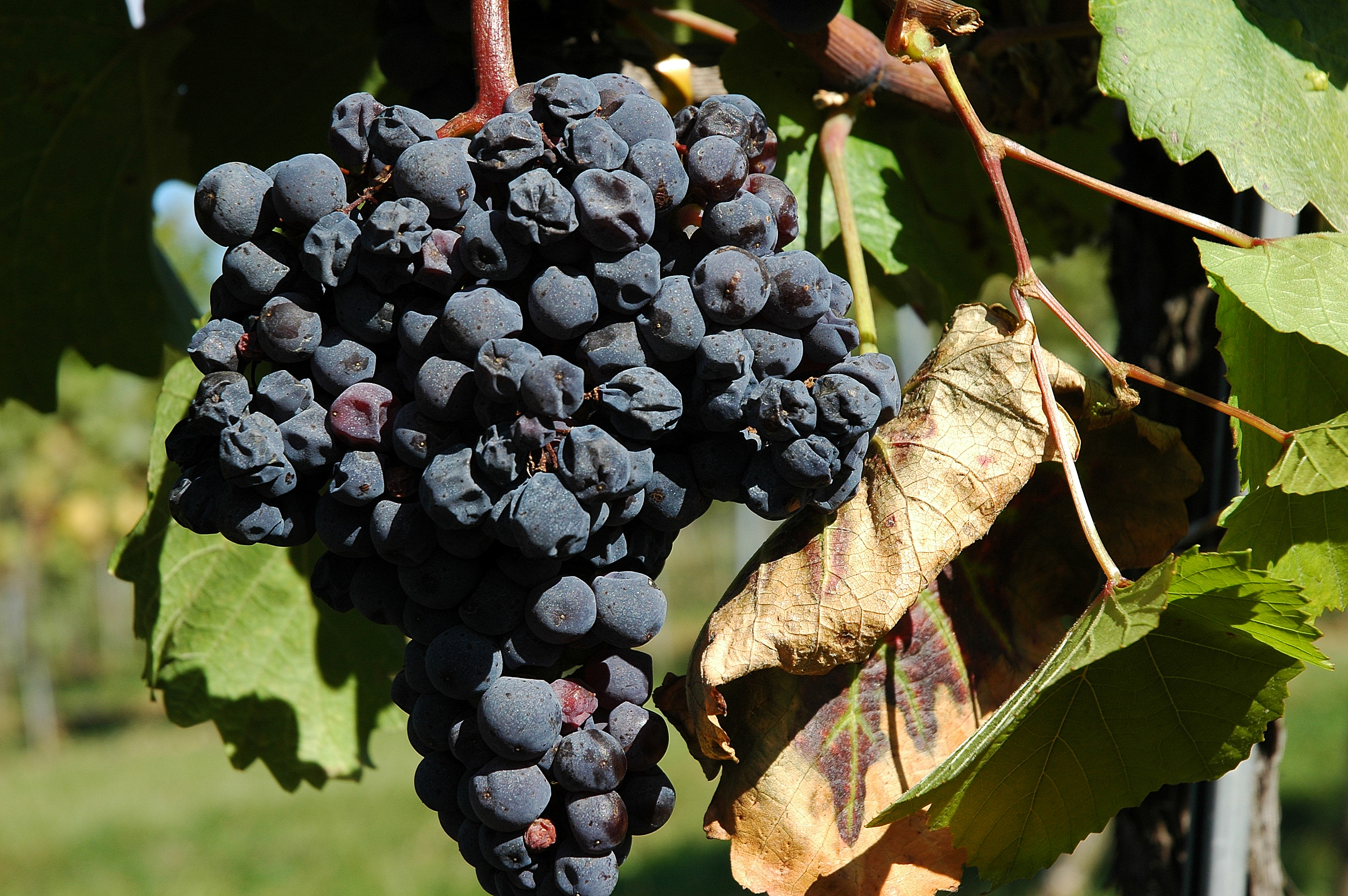
Reife Traube mit Symptomen der Traubenwelke

Vorteilhaft ist, dass die Sorte geringe Bodenansprüche stellt und eine gute Winterfrostwiderstandfähigkeit besitzt.
Nachteilig ist, dass sie wegen der guten Fruchtbarkeit intensive Laubarbeit und Ertragsregulierung benötigt. Weiters wird die Weinqualität nachteilig beeinflusst durch die Botrytisanfälligkeit und dadurch, dass die Beeren der Traube ungleichmäßig reif werden. Gegen Ende des vorigen Jahrhunderts hat sich auch gezeigt, dass die Sorte anfällig für Stolbur-Phytoplasmose ist. In den 1990er Jahren trat eine neue Krankheit auf, beginnend im nördlichen Burgenland. Die Trauben werden in der Reifephase welk („Traubenwelke“, auch „Zweigeltkrankheit“ genannt). Der Ursachenkomplex beinhaltet: Kalimangel, hohe Ertragsbelastung und Stressfaktoren (Wasser- und Nährstoffstress, Staunässe, ungünstiges Blatt/Fruchtverhältnis, Extremtemperaturen u. a.). Der Ursachenkomplex ist noch nicht ausreichend geklärt und erforscht. Welke Trauben können nicht zu Wein verarbeitet werden.

## Wein
Die Weine zeigen sich substanzreich, fruchtig und mit violett-rötlicher Farbe. Das Bukett ist oft mit Vanille-Aromen und weichen Tanninen im Abgang, jung mit einem charakteristischen Weichselkirsch-Aroma versehen. Erreicht werden solche Weine nur mit einer Ertragsregulierung, fachgerechter Vinifizierung und Ausbau (etwa in Barrique-Fässern), was ihnen lange Haltbarkeit verleiht. Diese Traube wird sowohl sortenrein vinifiziert als auch gerne als Verschnittpartner in Cuvées verwendet. Bei zu hohem Ertrag werden die Weine dünn, hellrot in der Farbe und unharmonisch im Geschmack.

## Verbreitung

### Österreich
Die Sorte ist ganz besonders im Weinbaugebiet Neusiedlersee und in den östlichen Weinbaugebieten Niederösterreichs verbreitet. 2017 erreichte der Zweigelt in Österreich bereits 13,8 % der gesamten Rebfläche. Er liegt hinter dem Grünen Veltliner an zweiter Stelle und ist somit die meistangebaute Rotweinsorte, vor dem Blaufränkischen, der in den letzten Jahren durch zahlreiche Neuauspflanzungen überflügelt wurde.
| Weinbaugebiet         | Fläche ha |
| --------------------- | --------- |
| Wachau                | 79,79     |
| Kremstal              | 304,49    |
| Kamptal               | 520,22    |
| Traisental            | 75,33     |
| Wagram                | 372,80    |
| Weinviertel           | 1.637,76  |
| Carnuntum             | 239,66    |
| Thermenregion         | 285,33    |
| Neusiedlersee         | 1.604,46  |
| Leithaberg            | 347,42    |
| Mittelburgenland      | 460,47    |
| Rosalia               | 46,13     |
| Eisenberg             | 31,79     |
| Wien                  | 41,47     |
| Vulkanland Steiermark | 177,19    |
| Südsteiermark         | 161,78    |
| Weststeiermark        | 11,53     |
| Summe Österreich      | 6.425,81  |

### Deutschland
In Deutschland wird er vor allem in den Weinbaugebieten Württemberg, Saale-Unstrut  und Franken angebaut.
Die Rebflächen in Deutschland verteilten sich im Jahr 2022 wie folgt auf die einzelnen Anbaugebiete:
| Weinbaugebiet          | Fläche ha |
| ---------------------- | --------- |
| Ahr                    | < 0,5     |
| Baden                  | 4         |
| Franken                | 16        |
| Hessische Bergstraße   | < 0,5     |
| Mittelrhein            | –         |
| Mosel                  | < 0,5     |
| Nahe                   | –         |
| Pfalz                  | 3         |
| Rheingau               | 1         |
| Rheinhessen            | 1         |
| Saale-Unstrut          | 28        |
| Sachsen                | 1         |
| Stargarder Land        | –         |
| Württemberg            | 62        |
| Summe Deutschland 2007 | 116       |

### Schweiz
Kleine Bestände gibt es in der Schweiz (rund 20 ha).

### Sonstige Staaten
In der Tschechischen Republik, der Slowakei sowie in Ungarn ist die Sorte zunehmend im Anbau vertreten.

## Züchtungen mit Zweigelt
Gertrude Mayer an der Höheren Bundeslehranstalt und Bundesamt für Wein- und Obstbau in Klosterneuburg nutzte den Zweigelt zur Züchtung der Sorte Roesler [Kreuzung aus Blauer Zweigelt x Klosterneuburg 1189-9-77 (= Seyve Villard 18-402 x Blaufränkisch)], um die Qualität der Sorte ‘Zweigelt’ mit einer guten Pilzwiderstandfähigkeit gegen Peronospora und Oidium zu kombinieren.